# جون نيومان (سياسي)
جون نيومان (بالإنجليزية: John Newman)‏ هو سياسي أسترالي، ولد في 8 ديسمبر 1946 في فيلاخ في النمسا، وتوفي في 5 سبتمبر 1994 في أستراليا. حزبياً، نشط في حزب العمال الأسترالي (فرع نيوساوث ويلز) ‏. وقد انتخب عضو الجمعية التشريعية نيو ساوث ويلز عن دائرة Electoral district of Cabramatta ‏ (1 فبراير 1986 – 5 سبتمبر 1994).